# Mansell Gamage
Mansell Gamage – wieś i civil parish w Anglii, w hrabstwie Herefordshire. W 2001 roku civil parish liczyła 62 mieszkańców. Mansell Gamage jest wspomniana w Domesday Book (1086) jako Malveselle.